# 宁屏古周县
宁屏古周县（1935年10月—1936年4月，又名宁屏古周墩县），后改称周政屏县（1936年4月—？），是闽东革命根据地历史上的县份，行政中心位于今天的福建省宁德市周宁县。宁屏古周县分别为宁德、屏南、古田、周墩（今周宁县）各取一字而得名，周政屏县则取名自周墩、政和、屏南三县。

## 历史沿革
1932年—1936年间，中共闽东特委转移到碧岩、茶厂和横坑里一带活动，1935年10月，中共闽东特委领导下的闽东独立师在周墩碧岩村（今属周宁县咸村镇）建立宁屏古周（县）革命委员会，隶属于闽东苏维埃政府。1936年4月，改称周政屏（县）革命委员会（又称周政屏苏维埃政府）；同年6月，将境内的天湖山地区划出，建立周墩革命委员会。

## 旧址
1936年4月，周政屏县革命委员会在碧岩大厅（又名碧岩众厅）宣告成立，碧岩大厅系清朝建筑物，1988年重修，建筑坐西朝东，占地196平方米，有门楼、天井、廊屋、上厅和下厅等结构，上厅面阔、进深均为三间，穿斗式木构架硬山顶，下厅与门楼则为重檐歇山顶。碧岩大厅还是1936年闽东特委“八一会议”的召开处。1983年，周宁县人民政府将碧岩大厅以“周政屏革命委员会旧址”的名义列入第一批周宁县文物保护单位。